# 井手上麻子
井手上 麻子（いでうえ あさこ、1987年5月5日 - ）は、鹿児島県出身の元女子サッカー選手。元サッカー日本女子代表。現役時代のポジションはディフェンダー、ミッドフィールダー。

## 来歴

### シニア
日本体育大学を卒業後、東京電力女子サッカー部マリーゼに入団。しかし、2011年の開幕前に福島第一原子力発電所事故により、クラブは休部となり、日テレ・ベレーザに移籍。2012年に、マリーゼの選手の受け皿として創設されたベガルタ仙台レディースに移籍した。2015年の終わりに引退した。

### 代表
サッカー日本女子代表では、2010年4月、2010 AFC女子アジアカップの日本代表候補に選出された。5月11日のメキシコ代表戦に途中出場した。しかし、アジアカップのメンバーには選ばれなかった。

## 個人成績

### 代表
- 2010年5月11日 - 日本女子代表初出場 -  メキシコ戦

#### 試合数
| 日本代表 | 国際Aマッチ | 国際Aマッチ |
| 年       | 出場        | 得点        |
| -------- | ----------- | ----------- |
| 2010     | 1           | 0           |
| 通算     | 1           | 0           |

#### 出場試合
| #  | 開催日        | 開催都市 | スタジアム                     | 対戦国   | 結果  | 監督       | 大会                              | 出典  |
| -- | ------------- | -------- | ------------------------------ | -------- | ----- | ---------- | --------------------------------- | ----- |
| 1. | 2010年5月11日 | 新潟     | 東北電力ビッグスワンスタジアム | メキシコ | ○ 3-0 | 佐々木則夫 | 2010 AFC女子アジアカップ 壮行試合 | [ 6 ] |